# Insurtech
El término insurtech es la unión de las palabras en inglés insurance (seguros) y technology  (tecnología). Este término define al sector que aglutina a las compañías de seguros tradicionales, a las empresas tecnológicas y a las startups disruptivas que utilizan las nuevas tecnologías como los blockchains, big data o la computación en la nube para crear dentro del sector de los seguros nuevas formas de ofrecer los productos y servicios al cliente final.
El cambio que ha dado lugar al nacimiento del insurtech viene producido por tres motivos principalmente, la llegada de los milénicos asociado a una evolución tecnológica, la necesidad de asegurar nuevos conceptos promovido por el Internet de las cosas y la irrupción de modelos económicos distintos como la economía colaborativa.
Según un informe de CB Insights y KPMG, las empresas de este sector recaudaron 650 millones de dólares en el primer trimestre de 2016, en comparación con los 171 millones obtenidos en el primer trimestre de 2015. Esto supone el 10% de los 6700 millones recaudados por el sector fintech en el primer trimestre de 2016.
Europa ha demostrado tomar mucho interés sobre esta nueva tendencia creando nuevos programas de desarrollo para impulsar este nuevo negocio con startups, sin embargo y siendo el mismo caso de América Latina, no existe una regulación para este nuevo modelo de negocios pero ha permitido el crecimiento de la industria. Las insurtech buscan transformar a través de enfoques a seguros de vida, salud, vivienda entre otros ejemplos Surafits. 